# Informační centrum

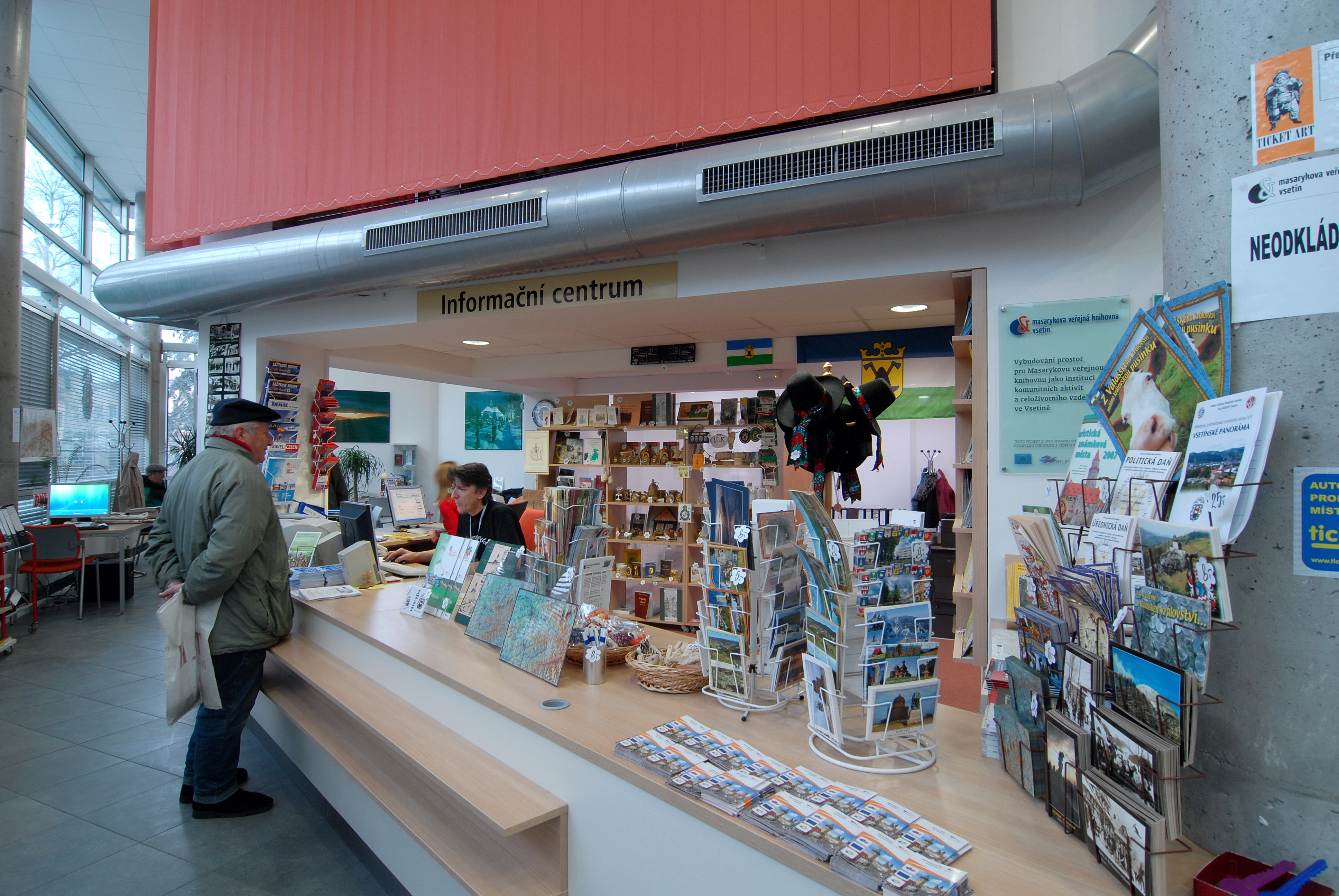
Turistické a informační centrum ve Vsetíně

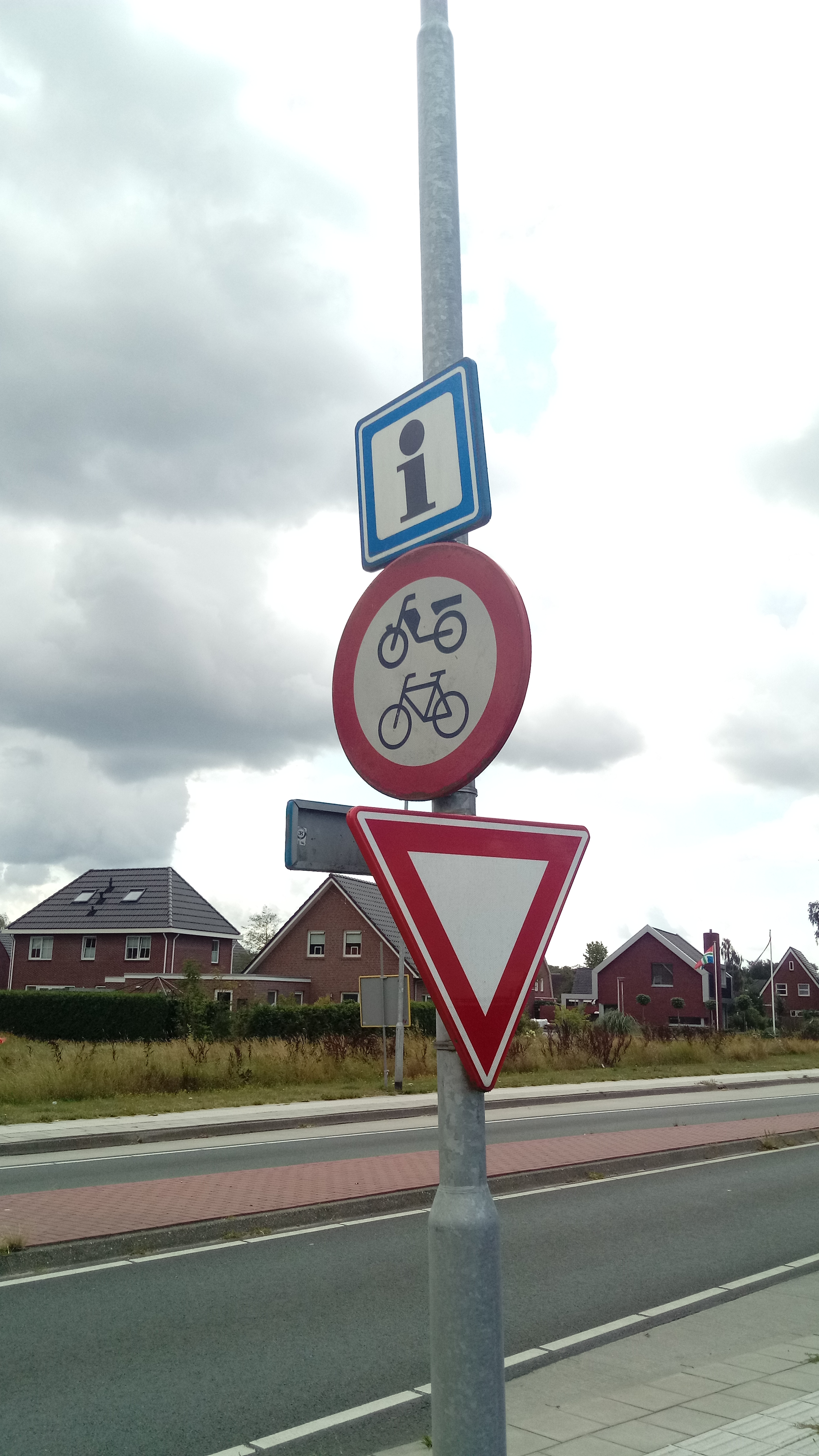
Příklad označení turistických informací u silnice, Scheemda, Nizozemí

Informační centrum, infocentrum, Informační středisko může být:
- Místnost, informační tabule nebo informační kiosek určený pro návštěvníky či klienty daného místa, oblasti, úřadu či společnosti atp. Může zde být také pracovník, který informace sděluje osobně, pomocí medií nebo tištěných materiálů, případně může být využita také umělá inteligence.
- Internetová stránka určená pro zájemce či klienty daného místa, oblasti, úřadu či společnosti atp. Na této stránce by měly být uvedeny potřebné informace. Může být využit také chat či umělá inteligence.
- kombinace výše uvedených možností.

Informační centrum bývá obvykle prvním místem kontaktu s veřejností či klientem a v mnoha případech splývá s pojmem návštěvnické centrum. V případě, že je informační centrum zaměřené na turisty, pak může být nazýváno turistickým centrem. Role informačního centra je velmi široká. Bývá využíváno také v politických kampaních a mnohdy se spojuje s prodejem produktů a služeb.
Od spokojenosti se získanými informacemi se odvíjí i spokojenost návštěvníka či klienta informačního centra. Klientem mohou být jedinci či společnosti.

## Příklady informačních center
- GATE Galerie a informační centrum
- Infocentrum Třinec
- Informační centrum Jaderné elektrárny Temelín
- Moravské a Slezské informační centrum
- Národní dopravní informační centrum